# Autour du Blues
Autour du Blues est un festival de musique français accueillant des artistes gravitant autour de l'univers du blues. Cet événement a lieu tous les ans à Binic, généralement le premier week-end d'août.

## Histoire
- 1999

Captain Mercier et les Commitments
- 2000

Michael Jones, Beverly Jo Scott et le Golden Gate Quartet
- 2001

Dee Dee Bridgewater, Benoit Blue Boy, Bill Deraime, 9 Below Zero
- 2002

Jean-Jacques Milteau, Charlélie Couture, Le Grand Orchestre du Splendid
- 2003

Maceo Parker, Michel Jonasz, Popa Chubby et Jean-Louis Aubert
- 2004

Art Mengo, Eddy Mitchell, Buddy Guy, Elliott Murphy, Beverly Jo Scott, Paul Personne
- 2005

Joe Cocker, Jimmy Cliff, Sinclair, Louis Bertignac, Dr. Feelgood, Little Bob, Ilene Barnes
- 2006

Simple Minds, Otis Taylor, Lucky Peterson, Richard Bohringer, Hubert-Félix Thiéfaine, Femi Kuti
- 2007

Boney Fields, Popa Chubby Milkmen, Dee Dee Bridgewater, Rickie Lee Jones, Keith.B Brown
- 2008

Elliott Murphy, Joe Louis Walker, Jean Chartron, Michel Leeb & Big Band Brass, Morley, Stacey Kent